# 大木あまり
大木 あまり（おおき あまり、1941年6月1日 - ）は、日本の俳人。本名は吉本章栄（ふみえ）。

## 経歴
東京府東京市豊島区目白に生まれる。詩人の大木惇夫の三女で、姉は藤井康栄（北九州市立松本清張記念館館長）と宮田毬栄（編集者・エッセイスト）。頌栄女子学院高等学校、武蔵野美術大学洋画科卒業。
1971年、母の勧めで俳誌「河」に入会、角川源義の指導を受ける。源義逝去ののち、1979年、進藤一考主宰の「人」に参加、同人。1983年、「人」を退会。「泉」の「雲の会」に時おり参加し、石田勝彦、綾部仁喜の指導を受ける。1990年、長谷川櫂、千葉皓史と「夏至」を創刊、同人。1994年、長谷川櫂主宰の「古志」に入会。1995年、矢島渚男「梟」に入会。1998年よりふたたび無所属となる。2008年、石田郷子、藺草慶子、山西雅子とともに「星の木」（年2回刊）を創刊。
2011年、句集『星涼』で第62回読売文学賞（詩歌部門）を受賞。代表句に、「イエスよりマリアは若し草の絮」（『火のいろに』所収）、「火に投げし鶏頭根ごと立ちあがる」（『火球』所収）などがある。
横浜俳話会顧問。

## 著書
- 句集『山の夢』（一日書房、1980年）
- 句集『火のいろに』（牧羊社〈精鋭句集シリーズ〉、1985年）
- 詩画集『風を聴く木』（ふらんす堂、1988年）
- 句集『雲の塔』（花神社、1993年）
- 句集『火球』（ふらんす堂〈ふらんす堂俳句叢書〉、2001年）
- 『猫200句』（藤木魚酔との共著、ふらんす堂、2004年）
- 『大木あまり集』（邑書林〈セレクション俳人〉、2004年）
- 句集『星涼』（ふらんす堂、2010年）
- 『ベスト100 大木あまり』（ふらんす堂〈シリーズ自句自解〉、2012年）